# ساشا سيمونوفيتش
ساشا سيمونوفيتش هو لاعب كرة قدم صربي في مركز الوسط، ولد في 20 يوليو 1975 في نيش في صربيا. شارك مع منتخب صربيا والجبل الأسود لكرة القدم. أما مع النوادي، فقد لعب مع أريس تسالونيكي وسلافيا صوفيا وفيهرين ساندانسكي وليفسكي صوفيا ونادي أوبليتش.

## وصلات خارجية
- ساشا سيمونوفيتش على موقع قاعدة بيانات كرة القدم.إي يو (الإنجليزية)
- ساشا سيمونوفيتش على موقع ناشيونال فوتبول تيمز (الإنجليزية)